# Кай Вайт
Кай Вайт (англ. Kye Whyte; нар. 21 вересня 1999) — британський велогонщик, срібний призер Олімпійських ігор 2020 року у виді BMX Racing. 

## Виступи на Олімпіадах
| Олімпіада  | Дисципліна | Місце |
| ---------- | ---------- | ----- |
| Токіо 2020 | BMX-гонки  | 2     |